# Наталівка (Запорізький район)
Ната́лівка — село в Україні, у Степненській сільській громаді Запорізького району Запорізької області. Населення становить 1041 осіб. До 2020 року орган місцевого самоврядування — Наталівська сільська рада.

## Походження назви
За першою версією, село було назване в честь доньки І. Уманцева, після її одруження
За другою версією, первинна назва — село Уманцеве, з 1826 року — сучасна назва Наталівка на честь тодішньої власниці села, дружини новоросійського генерал-губернатора Наталії Строґанової (саме в неї був по-юнацькому закоханий ліцеїст Олександр Пушкін).

## Географія
Село Наталівка розташоване за 15 км від обласного центру, на лівому березі річки Мокра Московка, вище за течією на відстані 3 км розташоване село Черепівське, нижче за течією на відстані 5,5 км розташоване селище Ростуще, на протилежному березі — селище Івано-Ганнівка. Найближча залізнична станція — Лежине (за 5 км).

## Історія

### Землі Наталівки у до історичні часи
Неподалік від села знаходяться декілька скіфських курганів епохи бронзи початку III тис до. н. е.— кінця II тисячоліття до н. е. На кам'яній стелі одного з курганів зображений воїн з кам'яною булавою, сокирою-молотом та луком. Цей комплекс курганів отримав назву Наталівська могила.

### XIX століття
У другій половині  століття на території сучасного села існував хутір Нікітіна, який налічува 1795 мешканців, серед них 94 чоловіки та 78 жінок.
З 1806 року на хуторі великим землевласником був суддя Ілля Уманець, який у наступ. році назвав село на свою честь. Після одруження його дочки Наталки з поміщиком В. Лісевським село стало весільним посагом й отримало сучасну назву.
На початку XIX століття була створена Наталівська волость Олександрівського повіту Катеринославської губернії.
У 1816 році, на зібрані кошти зі всієї волості (зокрема з німецьких робітників), на побудову храму в Наталівці, яка отримала назву Свято-Іллінська православна церква. Церква була збудована з червоної цегли та, зі слів старожилів, купола церкви були настільки високими, що їх є можливість побачити із сусідніх сіл. За легендою, під цією церквою знаходились катакомби, в яких священники ховали цінні ікони. У 1826 році село було перейменовано на сучасну назву — Наталівка'.
У середині XIX століття об'єднані села Наталіка та Гранітне. Нині від села Гранітне залишилася лише назва вулиці в Наталівці. У цей же час, починається активна розробка гранітних кар'єрів поблизу села, які вирізалися вручну самими ж наталівцями.
У 1880-ті роки до Наталівки прибув запрошений італієць Карло Павоні, з метою модернізації розробки гранітних кар'єрів. У 1884 році, неподалік від Свято-Іллінської церкви, була збудована церковна школа. Поряд зі школою Карло Павоні збудував родинний маєток. Як і школа, будинок виконаний у менонітському стилі (нині — дім Карла Павоні слугує одним із навчальних корпусів Наталівської гімназії).
Наприкінці XIX століття на Свято-Іллінську церкву був здійсненний напад, розбійниками із сусіднього села Івано-Ганнівки. Внаслідок нападу був вбитий священник, який в цей час проводив богослужіння.
Наталівка та Наталівська волость були учасниками побудови у 1892 року Миколаївського храму міста Олександрівськ, розташованого напроти залізничного вокзалу станції Олександрівськ І Південної залізниці (нині — трамвайне кільце перед вокзалом на Привокзальна площа). У будівництві храму брали участь мешканці сіл Миколаївка, Балабине, Мокре, Степне, Наталівка, які доставляли на підводах камінь, цеглу, пісок, вапно та інші матеріали для будівництва храму.

### XX століття
У 1905—1907 роки були сільські заворушення — робітники села брали участь у грудневому збройному повстанні олександрівського пролетаріату. Також, в селі починається будівництво нового будинку Карла Павоні, але він помирає у 1910 році, тому цей будинок перейшов до рук керівництва Наталівської волості. Будівництво завершилось у 1914 році та там почало знаходитись Наталівське Волосне Управління (нині — будівля Наталівської сільської ради.
Частину земель Наталівки на початку ХХ століття були викупленні німцем поміщиком Вальманом. У Першу світову війну воювало лише декілька наталівців. Усі вони отримали поранення у 1916 році та були відправленні на лікування до Перербургу.
У 1917 році село увійшло до складу УНР. У 1918 році фактично контролювалось махновцями, які брали у селян зерно. У другій половині 1918 року створено Наталівський територіальний загін із 40 осіб під керівництвом більшовика П. А. Доненка у боротьбі з контрреволюцією та бандитизмом. Радянська влада у всіх селах Наталівської волості встановлена у грудні 1918 року, а фактично — у 1919 році.
У 1920-х роках більшовики ліквідували Свято-Іллінську церкву. Зі слів очевидців, більшовики підірвали церкву, всі цінності вивезли, а ікони та церковні книги спалили на території сучасного футбольного поля. У цей же час проходить індустріалізація, модифікація гранітного кар'єру, створення нових підприємств на території села, таких як Завод Залізо-бетонних виробів, ферм, тракторних брегад тощо. Проходить ліквідація Наталівської волості і створення Наталівского Сельского Совета. Та Наталівка стає центром колгоспу «Комінтерн».
2 грудня 1920 року від секретаря Наталівської сільської ради Кабанець Юхиму Івановичу була взята підписка про невиїзд. Звинувачення — контрреволюційна агітація та служіння гетьманату, Денікіну та Врангелю. згодом був розстріляний.
У 1932—1933 роках селяни зазнали Голодомору. Зі слів очевидців, вони були вимушені харчуватися корою дерев та варити польову траву, аби не померти з голодомору. На початку 1932 року у них ОГПУ забрали всю пшеницю, а з села до міста не випускали, погрожуючи розстрілом.
За результатами Червоного терору, із усіх селищ сільської ради, по доносах було заарештовано щонайменше 29 осіб, бльша частина з них були засуджені за контрреволюційну діяльність, та зіслані до Сибіру. Майже всіх засуджених було реабілітовано згідно з рішенням від 1981 року.
У 1941 році село було тимчасово окуповано німецькими військами на самому початку німецько-радянської війни. За результатами нацистського режиму у селі був ініційований згін населення Наталівки та сусідніх сіл на правий берег Дніпра.
Село було звільнено від німецько-фашистських загарбників 12 жовтня 1943 року. Пізніше цією лінією фронту, почалася операція з метою звільнення Запоріжжя. Бої за Наталівку не велися у самому селі. Невеликі танкові бої точилися між селами Наталівка та Лежине, а також між Наталівкою та Івано-Ганнівкой.
«Героїзм» Волошина

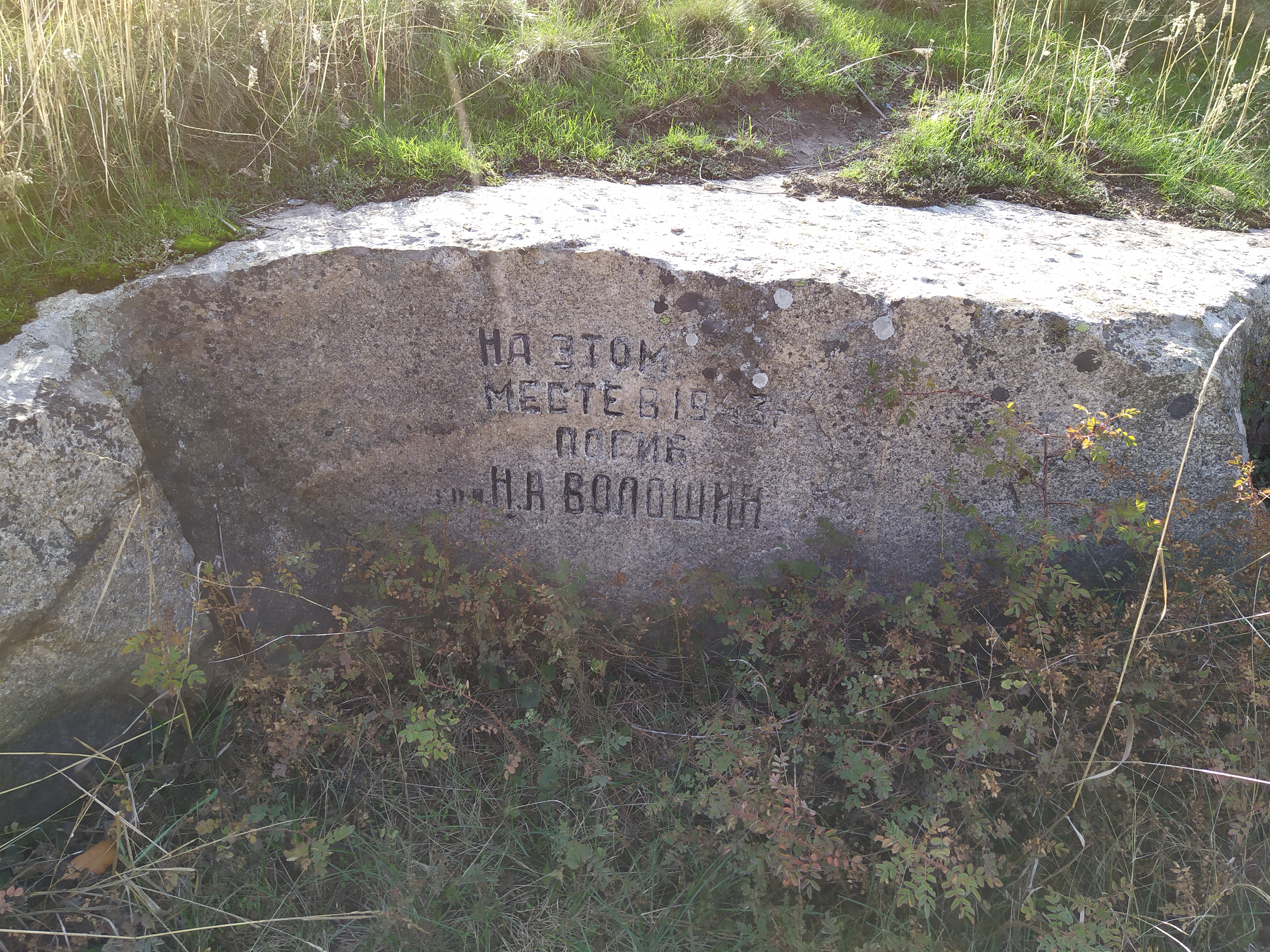
Пам'ятний камінь

На початку жовтня 1943 року, радянські війська проводили розвідку німецьких вогневих точок на підступах до Запоріжжя. Група лейтенанта Миколи Волошина — командира взводу управління батареї 5-ї артилерійської бригади, потрапила в засідку поблизу села Наталівки. Микола Волошину з 20-ма червоноармійцями було доручено знищити противника та захопити село Івано-Ганнівку. Рухаючись під шквальним кулеметним вогнем, вони досягли дротяних загороджень, де був вбитий кулеметник. Волошин сам взяв кулемет і шквальним вогнем знищив понад 20 гітлерівців. Волошин так і помер з кулеметом у руках. Таким чином, дав своїй групі відступити на безпечні позиції жертвуючи собою. В ході наступальної операції 13 жовтня 1943 року було звільнено село Наталівку.
Воїни, які загинули при визволенні села та навколишніх територій у жовтні-листопаді 1943 року, були поховані в індивідуальних та братських могилах. Серед них воїни 212-го танкового полку, 44-ї інженерної бригади спеціального призначення Південно-західного фронту (з 20.10.1943 року — 3-го Українського фронту), 30-ї гвардійської мінометної бригади 4-ї гвардійської мінометної дивізії Південного фронту, 79-ї гвардійської стрілецької дивізії (полковник Л. І. Вагін) 8-ї гвардійської армії, 610-го стрілецького полку 203-ї стрілецької дивізії (генерал-майор Зданович Г. С.), 913-го стрілецького полку 244-ї стрілецької дивізії. Зокрема, воїнів 212-го танкового полку, які загинули в бою 10 жовтня 1943 року, було поховано за 1,5-2 км на південний схід від села Наталівка в протитанковому рові. У селі Наталівка на санітарному братському кладовищі було поховано воїнів 913-го стрілецького полку, померлих у хірургічно-польовому шпиталі в/ч 2415 158-го УПЗ 6-ї армії у листопаді 1943 року.
На фронтах Другої світової війни брали участь 184 мешканція Наталівки, з них 73 загинули, 82 — нагороджені орденами та медалями Союзу РСР. Із граніту, який добутий у Наталівському кар'єрі, був зроблений меморіальний обеліск полеглим у війні односельцям.
У 1963 році останки воїнів було перенесено у братську могилу біля школи. У братській могилі поховано 37 воїнів. В результаті пошукових робіт Запорізьким історико-патріотичним пошуковим центром «Бастіон» було виявлено та 16 грудня 2007 року перепоховано до братської могили останки 14 воїнів. У червні 2008 року проведено перепоховання останків 15 воїнів. Всього у  братській могилі поховано 66 чоловік. Весною 1985 року на річці Мокрій Московці сталася повінь. За одну ніч тонка перемичка між південним відділом Мокрянського кам'яного кар'єру № 3 та руслом річки була прорвана і води Мокрої Московки поринулися до кар'єру. Десь у цей же час кар'єр був покинутий через його затоплення.

### У Незалежній Україні
24 серпня 1991 року Наталівка у складу Незалежної України.
У 2013 році, під час декомунізації, було демонтовано пам'ятник Леніну та відбулося перейменування більшості вулиць у селі.
У 2014 році, з початком АТО, понад 40 патріотів – мешканців Наталівської сільської ради пішли захищати Україну. Особисто удостоєні державних нагород Соколов Андрій Іванович та Лоцман Анатолій Іванович (посмертно). У Наталівці був організованний гуманітарний штаб допомоги військовим на Донбассі.
У 2017 році відбулося захоплення влади в селі та фактично переворот, очолюваний секретарем Наталівської сільської ради Анжелою Рябоконь у змові із працівниками СБУ.
12 червня 2020 року, відповідно до розпорядження Кабінету Міністрів України № 713-р «Про визначення адміністративних центрів та затвердження територій територіальних громад Запорізької області», Наталівська сільська рада об'єднана з Степненською сільською громадою.

## Культура та традиції

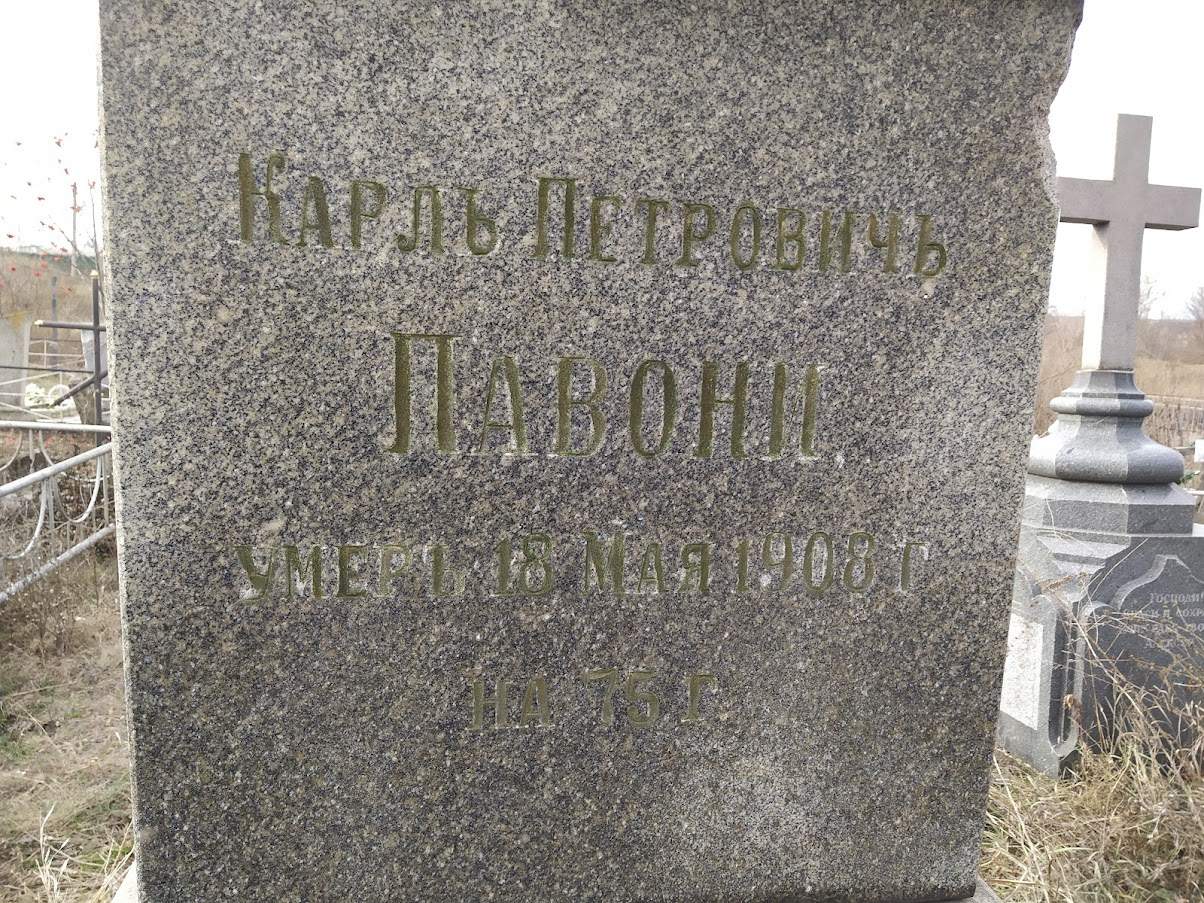
Могила Карла Павоні

Наталівка — село яке вже понад 200 років шанує національні українські традиції, які змогли зберигтися і понині, переживши навіть радянську епоху.
16 грудня у наталівській школі проводять ярмарок, який сягає ще у давнину, коли ярмарки проводили біля тоді ще Наталівської церковної школи, на який з'їзджалися з Олександрівська та сусідніх сіл. Нині шкільний ярмарок не має того розмаху що раніше, але тадиційно на ярмарок треба принести або домашню випічку, або якусь саморобну прикрасу.
Щороку, 19 грудня — в селі святкується День Святого Миколая, 5 січня — вечеря, де традиційно селом колядують та щедрують діти, 7 січня — святкування Різдва Христова, 14 січня — у селі свядкується посівання, яке також супроводжується колядами.
22 січня святкують день соборносі України. У 2019 році, проводилась акція живого ланцюга із людей, як символ єдності українського народу.
На весні, в Наталівці святкується Великдень, із зібрнням біля церкви та осв'яченням пасок та писанок. Після великодня, у селі свядкують  проводи.
7 липня, у селі біля річки масово святкують Свято Купала з урочистим зпаленням опудала та стрибками через полум'я.
День села відзначається — 12 жовтня.

## Економіка
- Наталівський гранітний кар'єр[13]
- «Сатурн-Д», ЗАТ[14]
- «Витязь», ТОВ.
- Агрофірма «Нива», ТОВ.

## Об'єкти соціальної сфери
- Наталівська гімназія[15]
- Бібліотека
- Дитячий дошкільний навчальний заклад
- Дитячий майданчик
- Стадіон
- Амбулаторія

## Пам'ятки
- Два затоплених кар'єра
- Декілька водоспадів

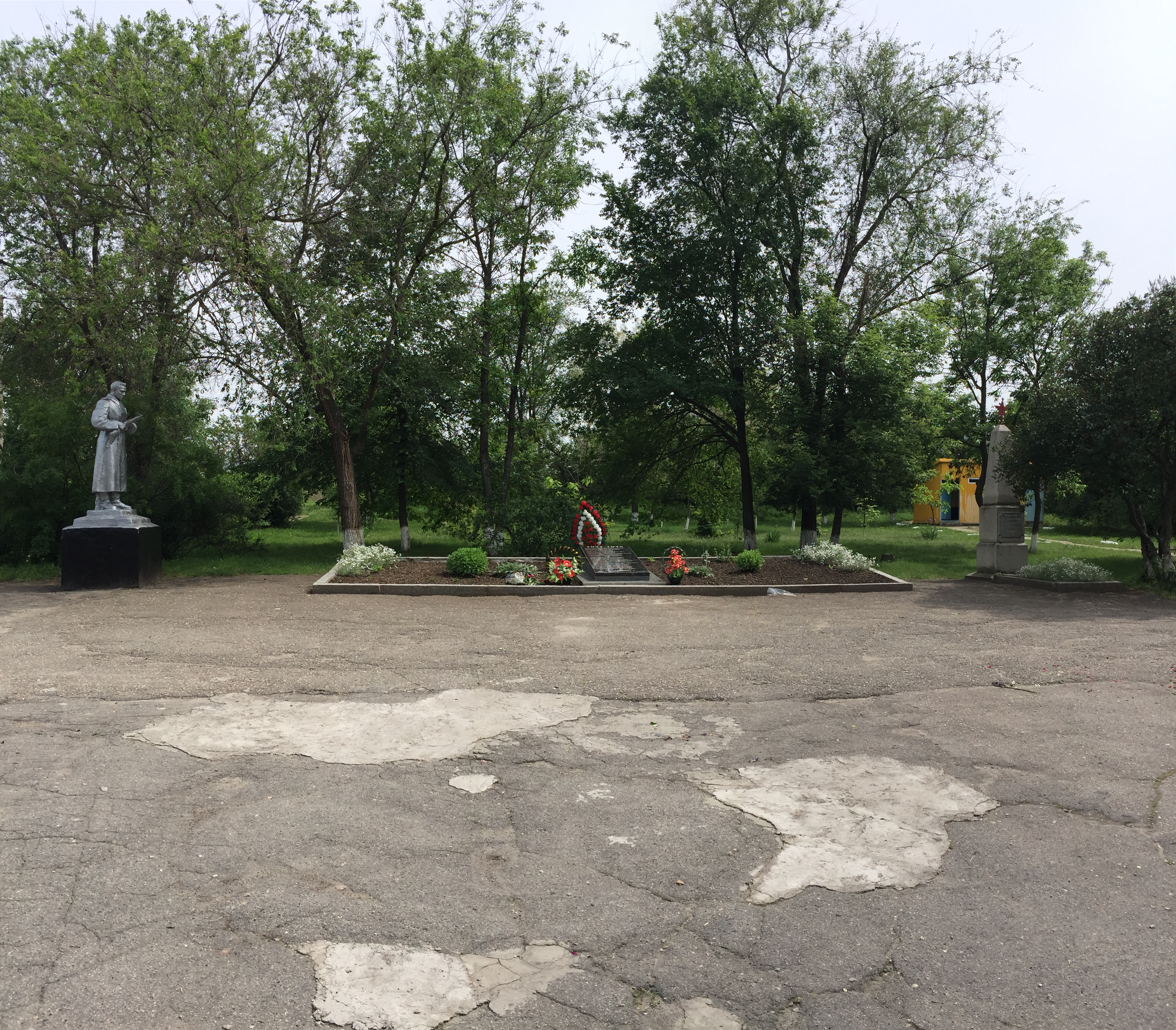
Могила Миколи Волошина та братська могила радянських воїнів у селі Наталівка

- Недалеко від села знаходиться найбільший в Україні мурал[16]
- Братська могила[17][18]
- Обеліск присвячений полеглим односельцям у Другій світовій війні[19]
- Декілька будівель збудованих у менонітському стилі
- На поверхні біля річки, лежить низка величезних гранітних брил, що мають своєрідні назви які їм дали місцяни, зокрема — «Козацька чаша», «Ящірка», «Закохані варани», «Голова варанчика», «Маленький динозаврик».

## Особистості
- Дик А. А.
- Уманець-Дмитрієвський Ілля Михайлович
- Карл Петрович Павоні
- Янцен Як. Март[20]
- Яків Генріхович Епп[21]
- Авраменко Василь Максимович — Герой Радянського Союзу
- Волошин Микола Опанасович[22]
- Гривцов М. А. — Герой Соціалістичної Праці